# Georg Schweinfurth

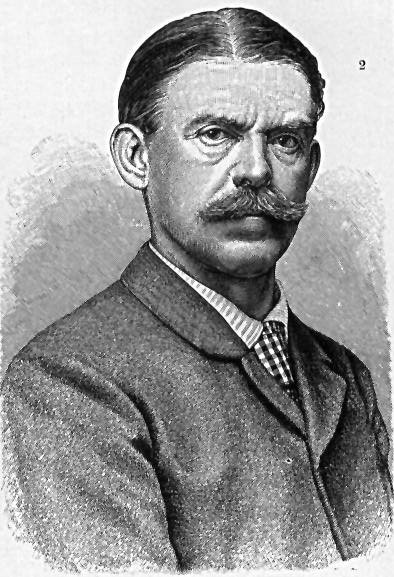
Georg August Schweinfurth

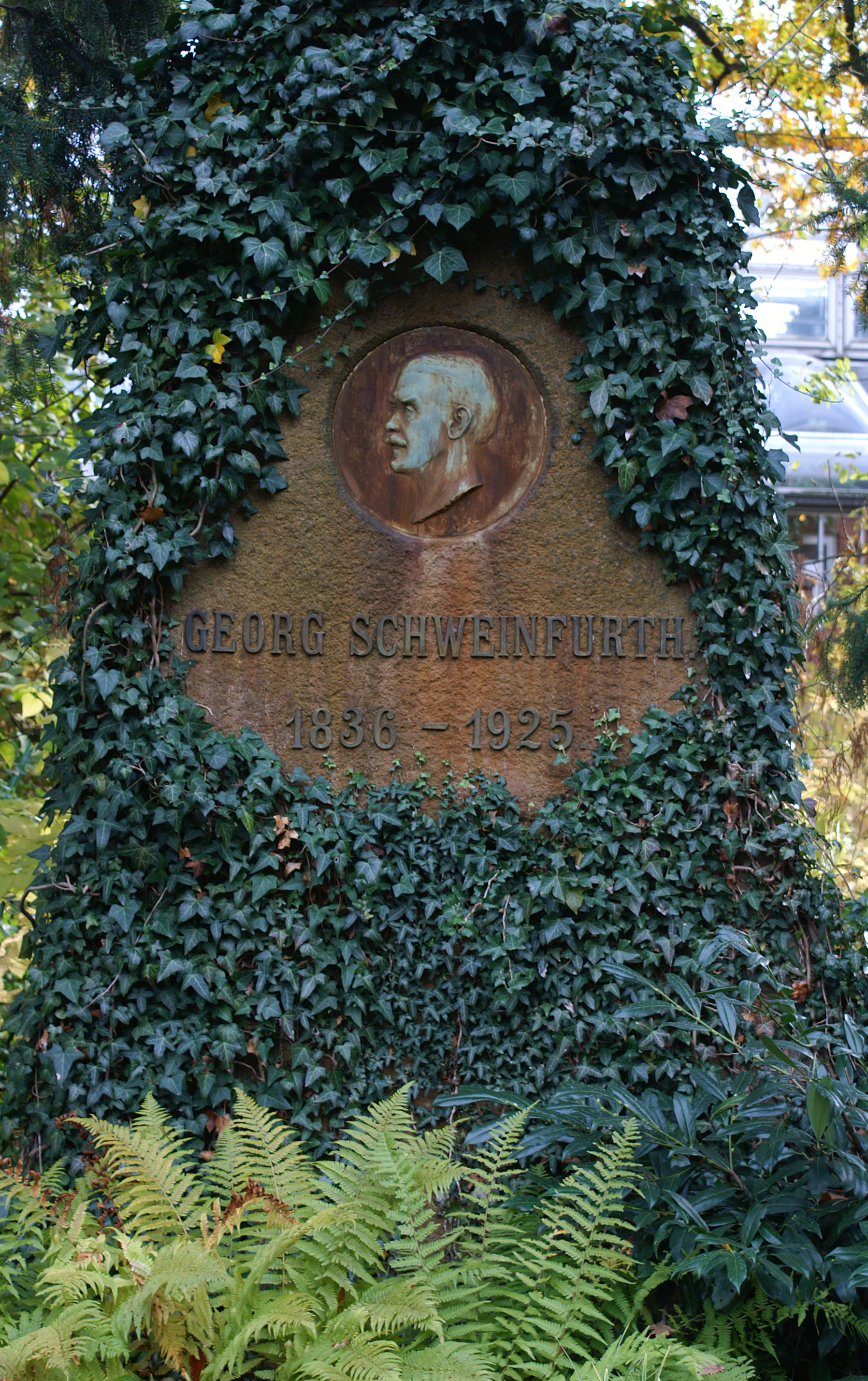
Nagrobek Georga Schweinfurtha

Georg August Schweinfurth (ur. 29 grudnia 1836 w Rydze, zm. 19 września 1925 w Berlinie) – niemiecki botanik, etnolog i podróżnik we wschodniej i środkowej Afryce.

## Życiorys
Wykształcenie zdobywał na uniwersytetach w Heidelbergu, Monachium i w Berlinie w latach 1856–1862 szczególnie poświęciwszy się botanice i paleontologii. Wyznaczony do uporządkowania kolekcji znalezisk przywiezionych z Sudanu przez Freiherra von Barnima i dr. Hartmanna, zainteresował się tym regionem i w 1863 odbył podróż wzdłuż brzegów Morza Czerwonego, przemierzając tereny dzielące wybrzeże od Nilu dotarł do Chartumu, a do Europy wrócił w 1866. Obserwacje poczynione przezeń podczas podróży wzbudziły takie zainteresowanie, że w 1868 Fundacja Alexandra von Humboldta w Berlinie powierzyła mu ważną naukową misję, polegającą na zbadaniu wnętrza wschodniej Afryki. Wyruszywszy z Chartumu w styczniu 1869 Schweinfurth udał się w górę Białego Nilu do regionu Bahr el Ghazal, a następnie, dołączywszy do grupy handlarzy kością słoniową, przemierzył terytoria zamieszkane przez plemiona Diur, Dinka, Bongo i Niam-Niam; pokonawszy rozlewiska Nilu wkroczył do krainy plemienia Mangbetu i 19 marca 1870 odkrył rzekę Uele, którą – jako że płynęła na zachód – uznał za niezależną od Nilu.
Schweinfurth wyciągnął z tego wniosek, że Uele należy do zlewiska Jeziora Czad; dopiero po kilku latach dowiedziono, że należy ona do systemu rzeki Kongo. Odkrycie Uele było największym geograficznym osiągnięciem Schweinfurtha, znacznie więcej dokonał dla ustalenia hydrografii regionu Bahr el Ghazal. Największe znaczenie miało poszerzenie przezeń wiedzy na temat mieszkańców oraz flory i fauny Afryki Środkowej. Opisał w szczegółach ludożercze praktyki ludu Mangbetu i odkrył Pigmejów z plemienia Akka, rozstrzygając tym samym kwestię istnienia karłowatej rasy ludzkiej w tropikalnych dżunglach Afryki. Wielką stratą było zniszczenie przez pożar, jaki wybuchł w jego obozowisku w grudniu 1870, prawie wszystkich zebranych okazów. Do Chartumu wrócił w lipcu 1871, a wyniki swych badań opublikował w Lipsku w 1874 (Im Herzen von Afrika).
W latach 1873–1874 towarzyszył niemieckiemu badaczowi Friedrichowi Rohlfsowi w wyprawie na Pustynię Libijską. Osiadłszy w 1875 w Kairze, założył towarzystwo geograficzne pod patronatem kedywa Ismaila i poświęcił się całkowicie studiowaniem historii i ethnografii Afryki. W 1876 przemierzył Pustynię Arabską wspólnie z Paulem Güssfeldtem, kontynuując badania tego rejonu z przerwami do 1888, znajdując czas na geologiczne i botaniczne studia w oazie Fajum. W 1889 wrócił do Berlina, ale w latach 1891, 1892 i 1894 odwiedzał jeszcze włoską kolonię w Erytrei.
Wyniki swych podróży i badań zawarł – prócz książek – w artykułach w periodykach Petermanns Mitteilungen i Zeitschrift fur Erdkunde. Z opublikowanych prac należy na pierwszym miejscu wymienić wydaną w Anglii Artes Africanae; Illustrations and Descriptions of Productions of the Industrial Arts of Central African Tribes (1875).